# Kurubaş, Van
Kurubaş là một xã thuộc thành phố Van, tỉnh Van, Thổ Nhĩ Kỳ. Dân số thời điểm năm 2011 là 2.029 người.